# تامی سورانی
تامی سورانی (انگلیسی: Tommy Souraniemi؛ زادهٔ ۲۸ فوریهٔ ۱۹۶۹) بازیکن هندبال اهل سوئد است.